# Ciclina D3
La ciclina D3 específica de G1/S es una proteína que es codificada en humanos por el gen CCND3.
Esta proteína pertenece a una familia de ciclinas muy conservadas, cuyos miembros se caracterizan por aparecer de forma muy abundante a lo largo del ciclo celular. Las ciclinas funcionan como reguladores de las quinasas dependientes de ciclinas o Cdks. Diferentes ciclinas muestran patrones de expresión y de degradación que contribuyen a la coordinación temporal de cada evento de la mitosis. La ciclina D3 actúa como subunidad reguladora de un complejo formado con Cdk4 o Cdk6 y su actividad es necesaria para la transición G1/S del ciclo celular. Además, esta proteína también ha demostrado estar implicada en la fosforilación de la proteína supresora de tumores Rb. La actividad de CDK4 asociada a la ciclina D3 ha demostrado ser necesaria para la progresión del ciclo celular desde la fase G2 a la mitosis tras ser sometidas las células a radiación UV.

## Interacciones
La ciclina D3 ha demostrado ser capaz de interaccionar con:
- Receptor de ácido retinoico alfa[3]
- AKAP8[4]
- CDC2L1[5]
- CRABP2[3]
- Cdk4[6][4][7][8]
- Cdk6[7][9]
- EIF3K[10]
- CDKN1B[6][7][8]